# Godfrey Reggio

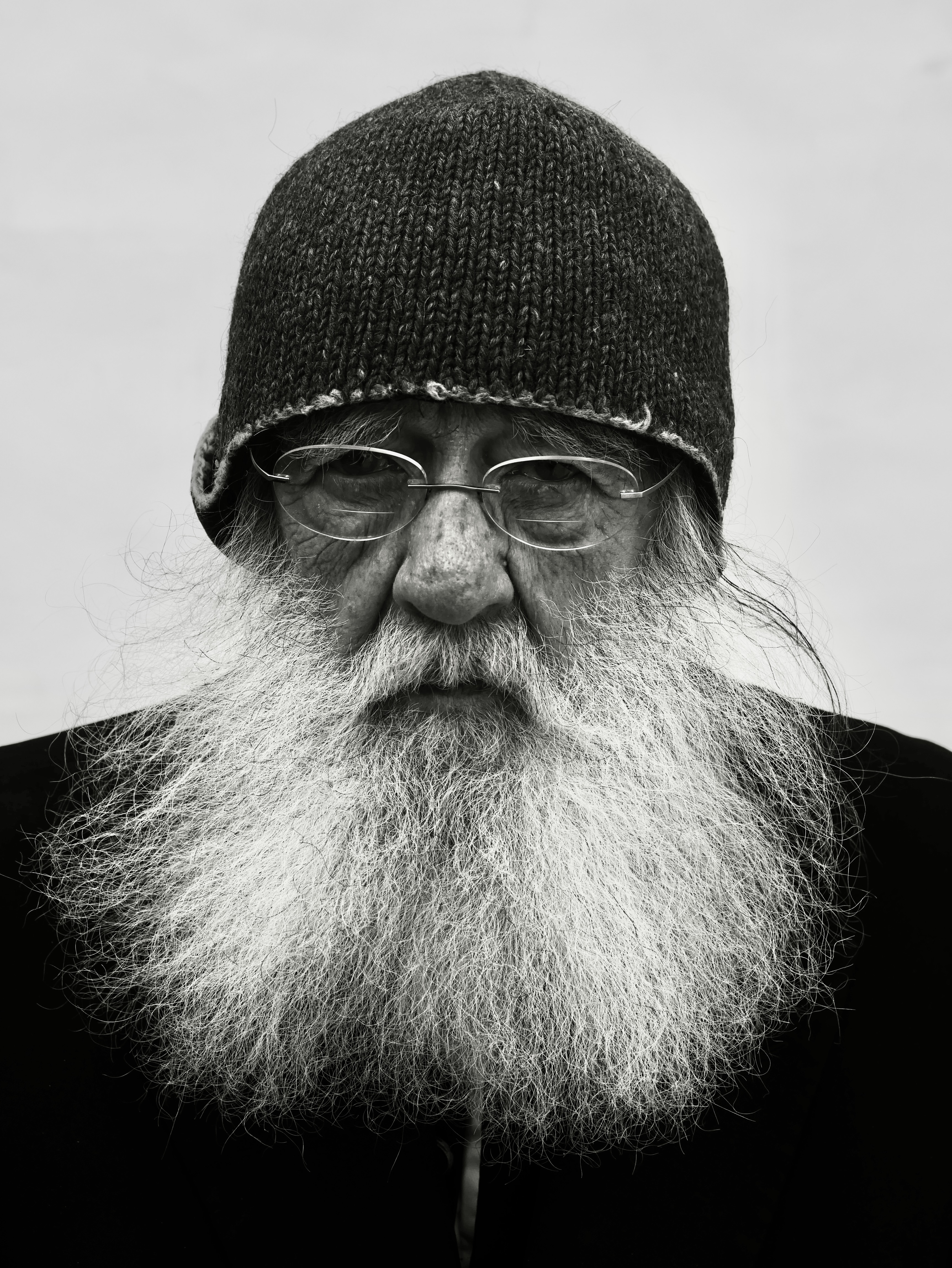
Godfrey Reggio (2022)

Godfrey Reggio (* 29. März 1940 in New Orleans, Louisiana) ist ein US-amerikanischer Regisseur, Drehbuchautor und Filmproduzent. Bekannt wurde er mit seinen experimentellen Dokumentarfilmen der Qatsi-Trilogie, in denen er außergewöhnliche Aufnahmen aus Natur, der menschlichen Zivilisation und Technologie kombinierte. Für die meisten seiner Filme steuerte der Komponist Philip Glass den Soundtrack bei.

## Leben
Der 1940 in New Orleans geborene Reggio wuchs im Südwesten von Louisiana auf. Ab seinem 14. Lebensjahr lebte er 14 Jahre in einem Kloster der Christian Brothers. 1963 gründete er das Projekt Young Citizens for Action, mit dem er sich um jugendliche Mitglieder von Straßenbanden kümmerte. Ende der 1960er Jahre musste er die Christian Brothers verlassen, mit deren Zielen er sich nicht mehr identifizierte. Godfrey arbeitete in New Mexico als Lehrer und Sozialarbeiter. Später gründete er im Norden von New Mexico das Projekt La Gente. Ebenfalls war Reggio Mitgründer von La Clinica de la Gente, die in Santa Fe zwischen 1972 und 1984 tausende Gemeindemitglieder medizinisch versorgte. Reggio war 1972 auch Mitbegründer der gemeinnützigen Stiftung Institute for Regional Education in Santa Fe, die sich unter anderem auf die Bildung in den Bereichen Medien und Kunst konzentrierte.
Inspiriert von Luis Buñuels Film Die Vergessenen und dem Werk des armenischen Filmemachers Artawasd Peleschjan beschloss Reggio, selbst Filme zu drehen. 1972 kooperierte er mit der American Civil Liberties Union für eine Kampagne, die sich mit der zunehmenden Überwachung und dem sinkenden Schutz der Privatsphäre sowie der stetigen Militarisierung der Polizeibehörden nach dem Vietnamkrieg befasste. Für die dort gedrehten Werbespots engagierte er den Kameramann Ron Fricke. Bekannt wurde Reggio dann durch die experimentellen Dokumentarfilme der Qatsi-Trilogie, für die er als Drehbuchautor, Regisseur und Produzent fungierte. Sein Regiedebüt Koyaanisqatsi, dessen Titel der Sprache der Hopi entlehnt ist und „Leben aus dem Gleichgewicht“ bedeutet, entstand zwischen 1975 und 1982. Der Film zeigt den Zusammenprall zweier unterschiedlicher Welten in den industrialisierten Ländern: die von Technologie dominierte menschliche Zivilisation vor allem in großen Städten und die unberührte Natur. Die Kamera übernahm Ron Fricke. Die Filmmusik schuf Philip Glass, mit dem Reggio seither bei allen Projekten kooperierte. 1988 folgte Reggios zweiter Film Powaqqatsi, dessen Titel „Lebensart, die die Lebenskräfte anderer Wesen aufbraucht um das eigene Leben zu fördern“ bedeutet. In diesem Film konzentriert sich Reggio auf das Vordringen der Technologie in die Länder der Dritten Welt, was zu einem Konflikt zwischen traditionellen Lebensweisen und der mit der Industrialisierung einhergehenden Veränderung führt.
1991 entstand Reggios Film Anima Mundi (1991), der von der italienischen Luxusgüterfirma Bulgari für den World Wide Fund for Nature in Auftrag gegeben wurde. In diesem Film zeigt Reggio Bilder von die Vielfalt der weltweiten Fauna durch Aufnahmen von über 70 Tierarten.
Mit Unterstützung der Benetton Group entwickelte Reggio auf Anregung von Luciano Benetton gemeinsam mit Oliviero Toscani ab 1993 das Konzept eines Forschungszentrums, das als „Vehikel für den sozialen Wandel“ dienen sollte. Die Studenten der 1995 im italienischen Treviso eröffneten Fabrica sollten sich dort mit Design, visueller Kommunikation, Fotografie, Journalismus, Produktdesign und vielem mehr befassen und so nicht nur ästhetisch ansprechende, sondern auch funktionale Designs entwickeln, die Lösungen für reale Problem der Welt bieten sollen. Reggio und Toscani fungierten als erste Direktoren der Einrichtung.
Ebenfalls 1995 schuf Reggio den Kurzfilm Evidence, in dem er die Auswirkungen des Medienkonsums auf die Entwicklung von Kindern zeigte. Im Jahr 2002 schloss Reggio mit Naqoyqatsi die Qatsi-Trilogie ab. Dessen Titel bedeutet in etwas „Ein Leben des Mordens“ oder „Krieg als Lebensinhalt“. Der Film fokussiert sich auf den Übergang von einer Welt, die nach den Prinzipien der Natur organisiert war, zu einer Welt, die von der Technik, dem Synthetischen und Virtuellen beherrscht wird.
Im Jahr 2006 nahm Reggio an der Fabrica am Projekt Stock Exchange of Visions teil, in dem zahlreiche Teilnehmer aus unterschiedlichsten Fachbereichen und Kulturkreisen zusammenkamen, um Einblick in ihre Visionen der Zukunft zu geben. 2013 erschien Reggios Dokumentarfilm Visitors, der erneut das Thema der Beziehung der Menschheit zur Technologie behandelte. Gemeinsam mit Jon Kane drehte Reggio 2022 den an ein jüngeres Publikum gerichteten Film Once Within A Time, eine komödiantische apokalyptische Vision vom Ende der Welt und dem Beginn einer neuen. Gemeinsam mit Maher Alshikhedder schuf Reggio 2023 den Film Hyper Materialism (Koyaanisqatsi), der visuell das sich beschleunigende Chaos der modernen Zivilisation in einer Zeit des Hyperkonsums, des Krieges und der Realitätsferne erforscht.
Im Jahr 2014 wurde Reggios Werk vom New Yorker Museum of Arts and Design in einer Life with Technology: The Cinema of Godfrey Reggio betitelten Retrospektive gezeigt. Im Oktober 2022 wurde Reggio beim Santa Fe International Film Festival (SFiFF) mit dem Preis für sein Lebenswerk ausgezeichnet.
Reggio lebt in Santa Fe, New Mexico.

## Filmografie
Regie
- 1982: Koyaanisqatsi
- 1988: Powaqqatsi
- 1992: Anima Mundi (Kurzfilm)
- 1995: Evidence (Kurzfilm)
- 2002: Naqoyqatsi
- 2013: Visitors
- 2022: Once Within a Time
- 2023: Hyper Materialism (Koyaanisqatsi)